# Soczewiaki
Soczewiaki – staropolska potrawa regionalna, popularna na pograniczu polsko-litewskim. Soczewiaki to rodzaj bułeczek z ciasta ziemniaczanego, nadziewanych mielonymi nasionami soczewicy, często wymieszanymi z podsmażaną cebulą i boczkiem. Soczewiaki mogą być traktowane jako paszteciki i podawane z barszczem czerwonym.
Na Suwalszczyźnie w niektórych punktach gastronomicznych można spotkać naleśniki z farszem z soczewicy, które również określa się mianem soczewiaków.